# Montelparo
Montelparo, eller (dialektalt) Montèrbere, är en liten stad och kommun i provinsen Fermo, regionen Marche i Italien. Kommunen hade 749 invånare (2018).

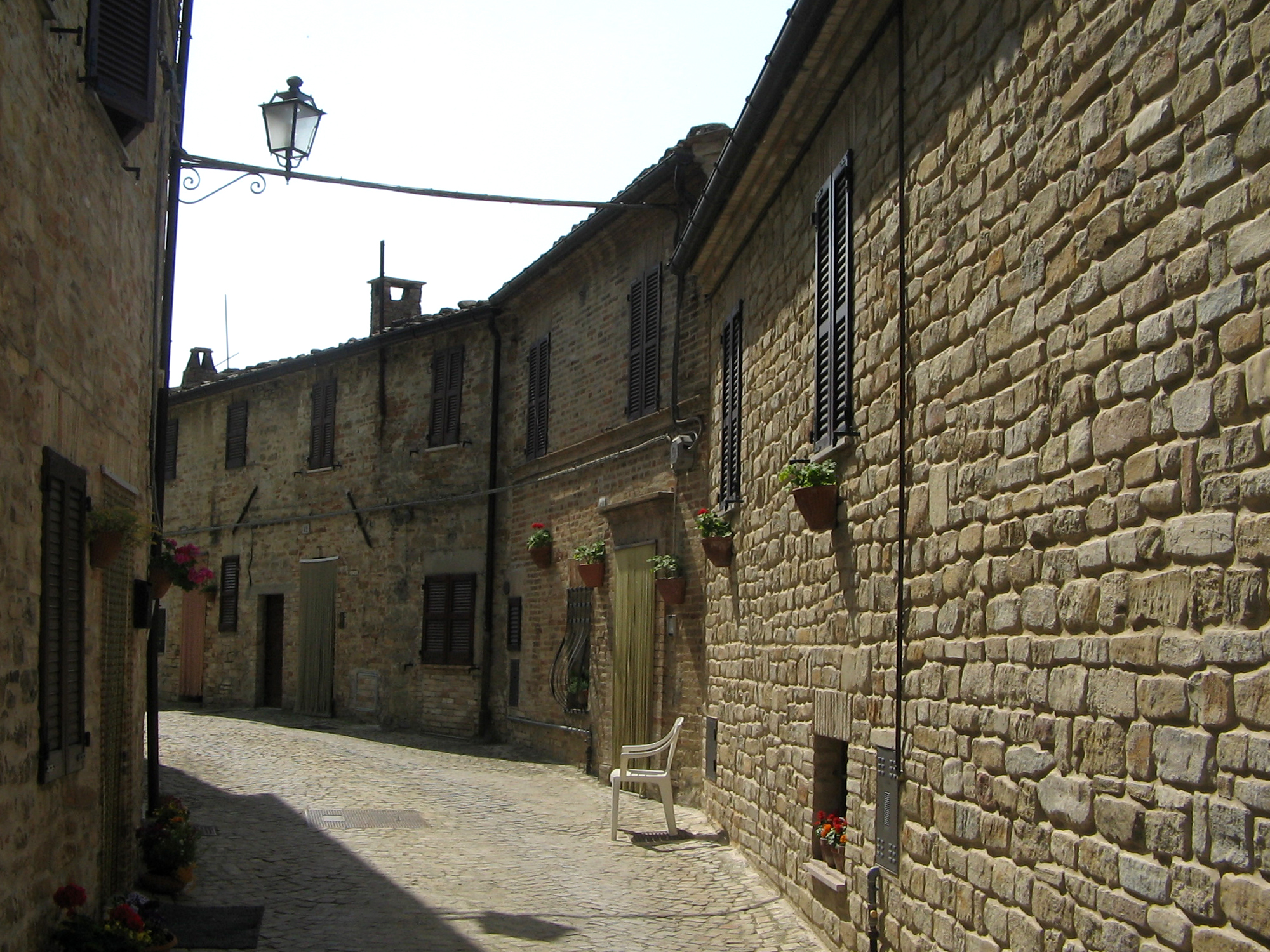
Via Castello i Montelparo.